# Jorge Mendonça
Jorge Pinto Mendonça (ur. 6 czerwca 1954 w Silva Jardim – zm. 17 lutego 2006 w Campinas) – brazylijski piłkarz grający na pozycji napastnika.
Pierwszym jego klubem w karierze było Bangu AC z Rio de Janeiro, w którym zadebiutował w 1971 roku. Następnie grał w takich klubach jak: Náutico Recife, SE Palmeiras, CR Vasco da Gama, Guarani FC, Ponte Preta Campinas, Cruzeiro EC, Rio Branco Cariacica, Paraná Clube i Paulista Jundiaí, w barwach którego zakończył karierę w 1990 roku.
W reprezentacji Brazylii Mendonça zadebiutował 7 czerwca 1978 roku w zremisowanym 0:0 meczu z Hiszpanią. W kadrze narodowej rozegrał 6 spotkań. Był w kadrze Brazylii na mistrzostwa świata w Argentynie (III miejsce).